# Campionati del mondo di mezza maratona 1994
I Campionati del mondo di mezza maratona 1994 (3ª edizione) si sono svolti il 24 settembre a Oslo, in Norvegia. Vi hanno preso parte 215 atleti (di cui 127 uomini e 88 donne) in rappresentanza di 47 nazioni.

## Gara maschile

### Individuale
| Posizione | Atleta            | Nazionalità                         | Tempo    |
| --------- | ----------------- | ----------------------------------- | -------- |
| Oro       | Khalid Skah       | Marocco                             | 1h00'27" |
| Argento   | Germán Silva      | Messico                             | 1h00'28" |
| Bronzo    | Ronaldo da Costa  | Brasile                             | 1h00'54" |
| 4º        | Godfrey Kiprotich | Kenya                               | 1h01'01" |
| 5º        | Shem Kororia      | Kenya                               | 1h01'16" |
| 6º        | Andrew Masai      | Kenya                               | 1h01'19" |
| 7º        | Tendai Chimusasa  | Zimbabwe                            | 1h01'26" |
| 8º        | Fackson Nkandu    | Zambia                              | 1h01'30" |
| 9º        | Moses Tanui       | Kenya                               | 1h01'35" |
| 10º       | Rolando Vera      | Ecuador                             | 1h01'36" |
| 11º       | Paul Tergat       | Kenya                               | 1h01'37" |
| 12º       | Martín Pitayo     | Messico                             | 1h01'38" |
| 13º       | Bedile Kibret     | Governo di transizione dell'Etiopia | 1h01'40" |
| 14º       | Benjamín Paredes  | Messico                             | 1h01'41" |
| 15º       | Carsten Eich      | Germania                            | 1h01'44" |

### A squadre
| Posizione | Squadra | Atleti                                         | Tempo    |
| --------- | ------- | ---------------------------------------------- | -------- |
| Oro       | Kenya   | Godfrey Kiprotich Shem Kororia Andrew Masai    | 3h03'36" |
| Argento   | Messico | Germán Silva Martín Pitayo Benjamín Paredes    | 3h03'47" |
| Bronzo    | Marocco | Khalid Skah Salah Hissou Abdelkader El Mouaziz | 3h05'58" |

## Gara femminile

### Individuale
| Posizione | Atleta            | Nazionalità                         | Tempo    |
| --------- | ----------------- | ----------------------------------- | -------- |
| Oro       | Elana Meyer       | Sudafrica                           | 1h08'36" |
| Argento   | Iulia Negura      | Romania                             | 1h09'15" |
| Bronzo    | Anuţa Cătună      | Romania                             | 1h09'35" |
| 4ª        | Albertina Dias    | Portogallo                          | 1h09'57" |
| 5ª        | Elena Fidatov     | Romania                             | 1h10'13" |
| 6ª        | Hilde Stavik      | Norvegia                            | 1h10'21" |
| 7ª        | Brynhild Synstnes | Norvegia                            | 1h10'29" |
| 8ª        | Marleen Renders   | Belgio                              | 1h10'33" |
| 9ª        | Adriana Barbu     | Romania                             | 1h10'38" |
| 10ª       | Mari Tanigawa     | Giappone                            | 1h10'43" |
| 11ª       | Fatuma Roba       | Governo di transizione dell'Etiopia | 1h10'49" |
| 12ª       | Natalya Galushko  | Belgio                              | 1h11'00" |
| 13ª       | Alena Peterková   | Rep. Ceca                           | 1h11'02" |
| 14ª       | Alla Zhilyaeva    | Russia                              | 1h11'16" |
| 15ª       | Nicole Lévêque    | Francia                             | 1h11'54" |

### A squadre
| Posizione | Squadra  | Atleti                                         | Tempo    |
| --------- | -------- | ---------------------------------------------- | -------- |
| Oro       | Romania  | Iulia Negura Anuţa Cătună Elena Fidatov        | 3h29'03" |
| Argento   | Norvegia | Hilde Stavik Brynhild Synstnes Grete Kirkeberg | 3h33'36" |
| Bronzo    | Giappone | Mari Tanigawa Mineko Watanabe Yukari Komatsu   | 3h35'39" |

## Medagliere
| Posizione | Paese     | Oro | Argento | Bronzo | Totale |
| --------- | --------- | --- | ------- | ------ | ------ |
| 1         | Romania   | 1   | 1       | 1      | 3      |
| 2         | Marocco   | 1   | 0       | 1      | 2      |
| 3         | Kenya     | 1   | 0       | 0      | 1      |
| 3         | Sudafrica | 1   | 0       | 0      | 1      |
| 5         | Messico   | 0   | 2       | 0      | 2      |
| 6         | Norvegia  | 0   | 1       | 0      | 1      |
| 7         | Brasile   | 0   | 0       | 1      | 1      |
| 7         | Giappone  | 0   | 0       | 1      | 1      |
| Totale    | Totale    | 4   | 4       | 4      | 12     |